# Comencíol
Comencíol   (Tràcia, segle VI - Constantinoble, 602 (Gregorià))(en llatí: Comentiolus; en grec: Κομεντίολος [Komentiolos]) va ser un general romà d'orient de finals del segle VI, que va destacar durant el regnat de l'emperador Maurici (r. 582–602). Va tenir un paper important a les campanyes balcàniques d'aquest emperador, i va lluitar també a Orient contra els perses sassànides. Comencíol va ser finalment executat l'any 602, arrel de la rebel·lió de l'exèrcit, liderada per Flavi Focas (r. 602-610), en contra de l'emperador Maurici.

## Biografia
No es coneix res sobre els primers anys de Comencíol, només que era originari de la Tràcia. La primera referència que trobem d'ell és de l'any 583, com oficial -scribon- dels excubitors, l'escolta imperial, quan figura acompanyant una ambaixada imperial a Bayan I (r. 562-602), gran kan dels àvars. Segons l'historiador Teofilacte Simocata, va fer enfadar al kan amb la seva franquesa, fet que va provocar que fos breument empresonat.
Es probable que Comencíol desenvolupes una estreta relació amb Maurici quan aquest era el comandant dels excubitors, abans de ser entronitzat. Arrel d'aquesta relació, romandrà sempre fidel a Maurici, així com l'emperador vetllava per la carrera del seu protegit. L'any 584, després que es pactés una treva amb els àvars, Comencíol va obtenir el comandament d'un regiment -taxiarca- enviat a combatre les tribus eslaves que havien llançat una incursió sobre la Tràcia, arribant fins a la muralla anastasiana, part de les defenses exteriors de Constantinoble, on foren refusats. Comencíol va derrotar als invasors al riu Erginia, prop dels murs, i fou recompensat amb el càrrec de magister militum praesentalis l'any 585.

Mapa del nord dels Balcans al segle VI

A l'estiu del 585 va derrotar una gran força d'eslaus, i l'any 586 va ser enviat a dirigir la guerra contra els àvars, després que aquests trenquessin la pau establerta. Ja al 587 el general va reunir un exèrcit de 10.000 soldats a Anquialos, amb els que va intentar emboscar al kan àvar a les muntanyes Hemo, però va fracassar. Va ser elevat al títol de patrici, possiblement l'any 589.

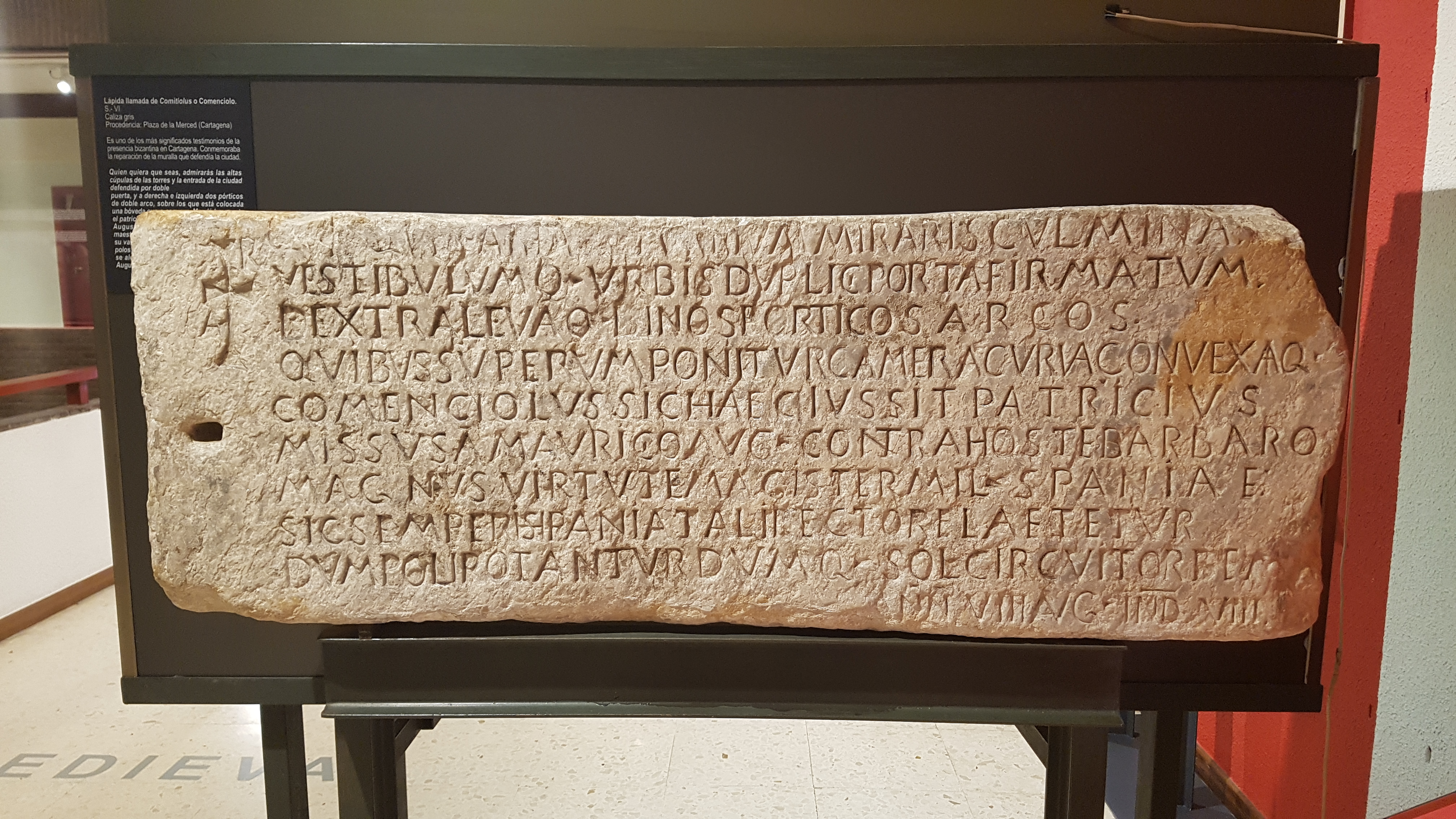
La Inscripció de Comencíol a Cartagena

Cap al 589, Comencíol sembla que va servir com a magister militum a la província d'Espania -sud-est de la península Ibèrica-: ja que a Carthago Spartaria es va trobar una inscripció amb el seu nom, però no es pot descartar que fos erigida per un homònim seu. En qualsevol cas, a la tardor de l'any 590 va substituir a Filípic en el comandament de l'exèrcit de l'Est, en el marc del conflicte en curs amb els perses sassànides. Va derrotar-los a la batalla de Sisauranó el mateix 590, i va intentar sense èxit recuperar Martiròpolis. Abans, durant la primavera de l'any 590, mentre era al seu quarter general d'Hierapòlis, va rebre la visita del legítim rei persa Còsroes II (r. 590–628), que havia fugit a territori imperial per aconseguir suport contra l'usurpador Vararanes Chobin (r. 590–591). L'emperador Maurici va decidir donar-li suport i va reunir un exèrcit per tal de restaurar-lo al tro persa. Comencíol fou inicialment designat com a comandant d'aquest exèrcit, però després que el monarca persa es queixes per una suposada conducta irrespectuosa, va ser rellevat del càrrec en favor de Narses. Tot i així Comencíol va participar a la campanya dirigint l'ala dreta de l'exèrcit, col·laborant a la victòria mitjançant la qual Còsroes, com a agraïment per l'ajuda romana, va firmar un tractat que posava punt final a vint anys de guerra i tornava als romans totes les ciutats conquerides a Mesopotàmia, així com, els lliurava la major part d'Armènia.

Mapa de la frontera romano-persa

Aquesta pau favorable als interessos romans significava que per primer cop en molt de temps l'imperi no havia de pagar-li subsidis als perses i la dissolució d'un dels fronts, fet que permetia concentrar-se contra les incursions dels àvars i els eslaus als Balcans. El 598 fou enviat un altre cop a combatre els àvars, probablement amb el càrrec de magister militum per Thracias. Després de una dura derrota causada per la seva negligència a l'hora de col·locar les tropes per a la batalla, el seu exèrcit es dispersà i ell mateix va fugir cap a Constantinoble, on es va haver d'enfrontar a càrrecs per traïció. Aquests càrrecs foren retirats a petició de l'emperador, i Comencíol va ser tornat a nomenar general de Tràcia. El seu historial posterior no va ser molt reeixit, però segons l'historiador Michael Whitby això es pot deure a la visió negativa de l'historiador Simocata, la principal font primària del període, vers ell i el seu co-general Pere, més que una incapacitat o inacció per part seva. En qualsevol cas, en el moment en què es produeix l'aixecament contra Maurici l'any 602, Comencíol va ser l'encarregat de defensar les muralles de Constantinoble. Al prendre Focas la ciutat, fou un dels primers partidaris de l'antic règim en ser executat.